# Adolphe Reymond
Adolphe Reymond (ur. 4 września 1896, zm. 7 marca 1976 w Berlingen) – szwajcarski piłkarz grający na pozycji obrońcy. W swojej karierze rozegrał 11 meczów w reprezentacji Szwajcarii.

## Kariera piłkarska
W swojej karierze piłkarskiej Reymond grał w klubie Servette FC, z którym w sezonach 1924/1925 i 1925/1926 wywalczył mistrzostwo Szwajcarii.

## Kariera reprezentacyjna
W reprezentacji Szwajcarii Reymond zadebiutował 23 marca 1924 roku w wygranym 3:0 towarzyskim meczu z Francją, rozegranym w Genewie. W 1924 roku był podstawowym zawodnikiem Szwajcarii na Igrzyskach Olimpijskich w Paryżu. Zdobył na nich srebrny medal. Od 1924 do 1925 roku rozegrał w kadrze narodowej 11 meczów.